# Innocenti Mini
Innocenti Mini — легковой автомобиль, представленный в 1974 году итальянской компанией Innocenti. Представлял собой обновлённую версию трёхдверного хетчбэка Mini, разработанную в стиле Bertone. Пятидверный прототип был разработан примерно в 1980 году, но так и не был запущен в производство. После продажи в 1976 году автомобилестроительной компании De Tomaso автомобили Innocenti Mini стали оснащаться трёхцилиндровыми двигателями Daihatsu, а их производство продолжалось в постепенно обновлявшемся виде до 1993 года.

## Сборка из комплектов ЧКД (1965—1975)
Прежде чем разработать варианты хетчбэка Mini 90/120, компания Innocenti предприняла сборку оригинального дизайна Mini с использованием комплектов ЧКД. В ноябре 1965 года дебютировала первая модель — Innocenti Mini 850. Позже выпускались и другие модели — 1000, 1001, Cooper, Cooper 1300 и Mini T (последняя выпускалась только в кузове универсал). В начале 1975 года сборка автомобилей была прекращена. Только самые ранние модели Mini выпускались с использованием комплектов ЧКД. Многие автомобили выпускались с использованием корпусов и комплектующих местного производства.

## British Leyland
Компания Innocenti, под руководством британской корпорации British Leyland Motor Corporation, разработала обновлённые версии Mini: Innocenti Mini 90L и 120L, которые были представлены в 1974 году на выставке в Турине. Автомобили Mini в стиле Bertone первоначально выпускались в двух вариантах: 90L и 120L. Вариант 90L оснащался 998-кубовым двигателем A-серии мощностью 32 кВт (43 л. с.), в то время как вариант 120L оснащался 1275-кубовым двигателем, мощность которого увеличена на 15 кВт (20 л. с.). Позже мощности двигателей были увеличены до 37—48 кВт (49—65 л. с.).

### De Tomaso
Innocenti Mini de Tomaso дебютировал в 1976 году на Туринском автосалоне. Серийное производство началось в начале 1977 года. Автомобиль имел литые пластиковые бамперы (вместо филигранных, хромированных блоков, которые были у 90/120). Также имелись встроенные противотуманные фары, воздухозаборник на капоте и удлинители колёсных арок для размещения легкосплавных дисков. Изначально мощность двигателя составляла 53 кВт (71 л. с.), а в 1978 году мощность была увеличена до 55 кВт (74 л. с.).

### Mille
Mini Mille дебютировал в 1980 году. Mille (1000) пришёл на смену Mini 120 на большинстве рынков и отличался литыми пластиковыми бамперами, наклонёнными назад фарами и переработанными задними фонарями. Длина увеличена на пару дюймов (5 см). В 1981 году была представлена версия «90 LS II», а в 1982 модельном году была представлена версия «90 SL». К 1982 году контракт Alessandro de Tomaso с BL был расторгнут. По различным причинам, как политическим, так и промышленным, а также из-за нежелания British Leyland поставлять двигатели для того, кто был конкурентом на многих континентальных рынках, было принято решение о тщательной перестройке Innocenti Mini. После долгих испытаний автомобиль, наконец, был адаптирован для установки трёхцилиндрового двигателя Daihatsu и различных других механических деталей. Из-за незначительного присутствия Daihatsu в Европе поставки двигателей Innocenti оказали минимальное негативное влияние на собственные продажи автомобилей. Благодаря сделке Alfa Romeo с Nissan несколькими годами ранее итальянское политическое сопротивление японским компаниям было ослаблено, и компания De Tomaso не столкнулась с политическими трудностями.

## Daihatsu и Fiat

### Minitre
Innocenti Mini второго поколения дебютировал в апреле 1982 года. Передняя подвеска автомобиля — Макферсон, а задняя — с поперечными рычагами и однолистовой рессорой. Чтобы обозначить новые двигатели, автомобили были переименованы в Innocenti Tre Cilindri, или просто «Tre» (три). Масса составляет около 55 кг. В январе 1984 года, после фейслифтинга, автомобили стали называться Minitre (или «Mini 3»). Большинство новых деталей было позаимствовано у Daihatsu Charade. Европейский экспорт, который до этого управлялся местными филиалами British Leyland, был либо остановлен, либо замедлен (в целом). В течение нескольких лет автомобили экспортировались во Францию, Бельгию и Швейцарию. В 1983 году импортёр Daihatsu Вальтер Хаген взял на себя продажи в Германии после более чем годичного перерыва. Версии с двигателями Leyland продолжали продаваться до тех пор, пока запасы не закончились. Несмотря на новую модель, показатели продаж падали неуклонно: с 23187 в 1981 году до 21646 в 1982 году и до 13688 в 1983 году (в первый год, когда все автомобили были оснащены двигателями Daihatsu). В течение 1984 года продажи вновь были увеличены, поскольку автомобиль восстановил свой авторитет. Компания Carrozzeria Embo представила кабриолет-версию Minitre SE, названную Spyder, однако компания De Tomaso решила отказаться от серийного производства.
В разное время автомобили Minitre оснащались карбюраторным бензиновым двигателем мощностью 38 кВт (52 л. с.) или же турбированным двигателем Daihatsu CB-DT/CB60/61. Коробка передач — пятиступенчатая механическая или же двухступенчатая полуавтоматическая (с июля 1984 года). Комплектации: S, SL и SE. Коробка передач Matic имеет те же размеры, что и механическая коробка передач, и оснащена гидротрансформатором и планетарной передачей с двумя передаточными числами, которые выбираются традиционным напольным рычагом переключения передач.

Трёхцилиндровые (а также некоторые двухцилиндровые) двигатели продолжали выпускаться до 1993 года. Кроме классических бензиновых двигателей, также устанавливались 1-литровые дизельные двигатели мощностью 27 кВт (37 л. с.).
- 1990—1993 Innocenti Small 500
- 1988—1990 Innocenti 990 SL

#### 990
Innocenti Mini 990 дебютировал в 1986 году в Турине. Автомобиль имел колёсную базу, увеличенную на 160 мм. В разное время автомобили оснащались атмосферными бензиновыми или же дизельными двигателями объёмом 1 л. Объём багажника увеличен с 280 до 295 л. Mini 990 также имеет увеличенные бамперы и новую радиаторную решётку с горизонтальными перекладинами и логотипом Innocenti, стилизованным буквой «i». Задний номерной знак расположен между задними фонарями. Также существовал грузовой вариант, получивший название Minitre Commerciale.

### 650/500
Mini 650 дебютировал в ноябре 1984 года на Туринском автосалоне. Автомобиль оснащён двухцилиндровым 617-кубовым двигателем мощностью 23 кВт (31 л. с.) с коротким ходом поршня и двумя балансировочными валами. Модель Mini 650 имела асимметричную радиаторную решётку, окрашенную в серебристый цвет, в то время как модель SE имела колпаки для конкретных моделей, разделённые на три части.
В январе 1988 года на смену Mini 650 пришёл Mini 500. Innocenti 500 дебютировал в ноябре 1987 года. Карбюраторный двигатель объёмом 550 см3 (с конца 1990 года — 660 см3) развивал мощность 23 кВт (31 л. с.) при 6400 об/мин. Максимальная скорость — 116 км/ч.

### Small
Innocenti Small дебютировал в 1990 году, после поглощения компании Innocenti компанией Fiat и снятия с производства версий Diesel, Matic и Turbo de Tomaso. Автомобиль оснащался двигателем EF объёмом 660 см3, который развивает мощность 23 кВт (31 л. с.) при 6400 об/мин и крутящий момент, увеличенный с 42 Н·м при 4000 об/мин до 49 Н·м при 3400 об/мин. Максимальная скорость увеличена до 120 км/ч. Умеренно увеличилась и экономия топлива. В июле 1991 года был представлен люксовый вариант 990 «Serie Speciale», также поставлявшийся с брезентовой крышей. Салон покрыт алькантарой, разработанной фирмой Missoni. 31 марта 1993 года автомобили были сняты с производства.

### Turbo de Tomaso
Turbo de Tomaso дебютировал в декабре 1983 года. Его продажи начались в январе 1984 года в Италии. Автомобиль оснащался трёхцилиндровым турбодвигателем мощностью 53 кВт (72 л. с.). Степень сжатия двигателя — 9,1:1, давление — 0,37 бар, обороты мощности — 6200 об/мин. Двигатель оснащён турбокомпрессором IHI RHB5.
Во второй половине 1984 года двигатель CB-DT итальянского производства был заменён двигателем CB60, полностью разработанным японской компанией Daihatsu. Двигатель имел турбонаддув IHI RHB32. Степень сжатия — 8:1, давление — 0,5 бар, обороты мощности — 5700 об/мин. С июля 1988 года автомобиль оснащался двигателем CB61 (на канадском и швейцарском рынках — CB60) мощностью 50 кВт (68 л. с.) при 5500 об/мин.
В 1990 году Turbo de Tomaso был снят с производства.